# Kazimierz Lagosz
Kazimierz Lagosz (29. února 1888, Krosno – 20. září 1961, Varšava) byl polský římskokatolický hodnostář. V letech 1951–1956 stál v čele vratislavské arcidiecéze jako kapitulní vikář.

## Život
Po absolvování gymnaziálních studií v Tarnově a Jasłe studoval teologii na Lvovské univerzitě a následně působil jako farář ve Lvově. Po první světové válce organizoval pastorační péči o katolíky, kteří uprchli z Haliče.
Od roku 1940 žil a pracoval v krakovské diecézi a po skončení druhé světové války odešel do Vratislavi, kde se měl starat o obnovu řeholního života a zničených kostelů. S jeho pomocí byl roku 1946 opraven kostel svaté Doroty.
Když 26. ledna 1951 dosadila tehdejší komunistická vláda na místa stávajících kněží v „německých diecézích“ své „vlastenecké kněží“ jako kapitulní vikáře, stal se Kazimerz Lagosz hlavou vratislavské arcidiecéze. Tito duchovní však nikdy nebyli uznáni Svatým Stolcem. V čele arcidiecéze zůstal do roku 1956, kdy došlo v Polsku k politické liberalizaci a na jeho místo nastoupil Bolesław Kominek. Kazimierz Lagosz pak odešel do Varšavy, kde roku 1961 zemřel. Jeho ostatky jsou uloženy v kostele svatého Vojtěcha ve Vratislavi.